# Финтан из Рейнау

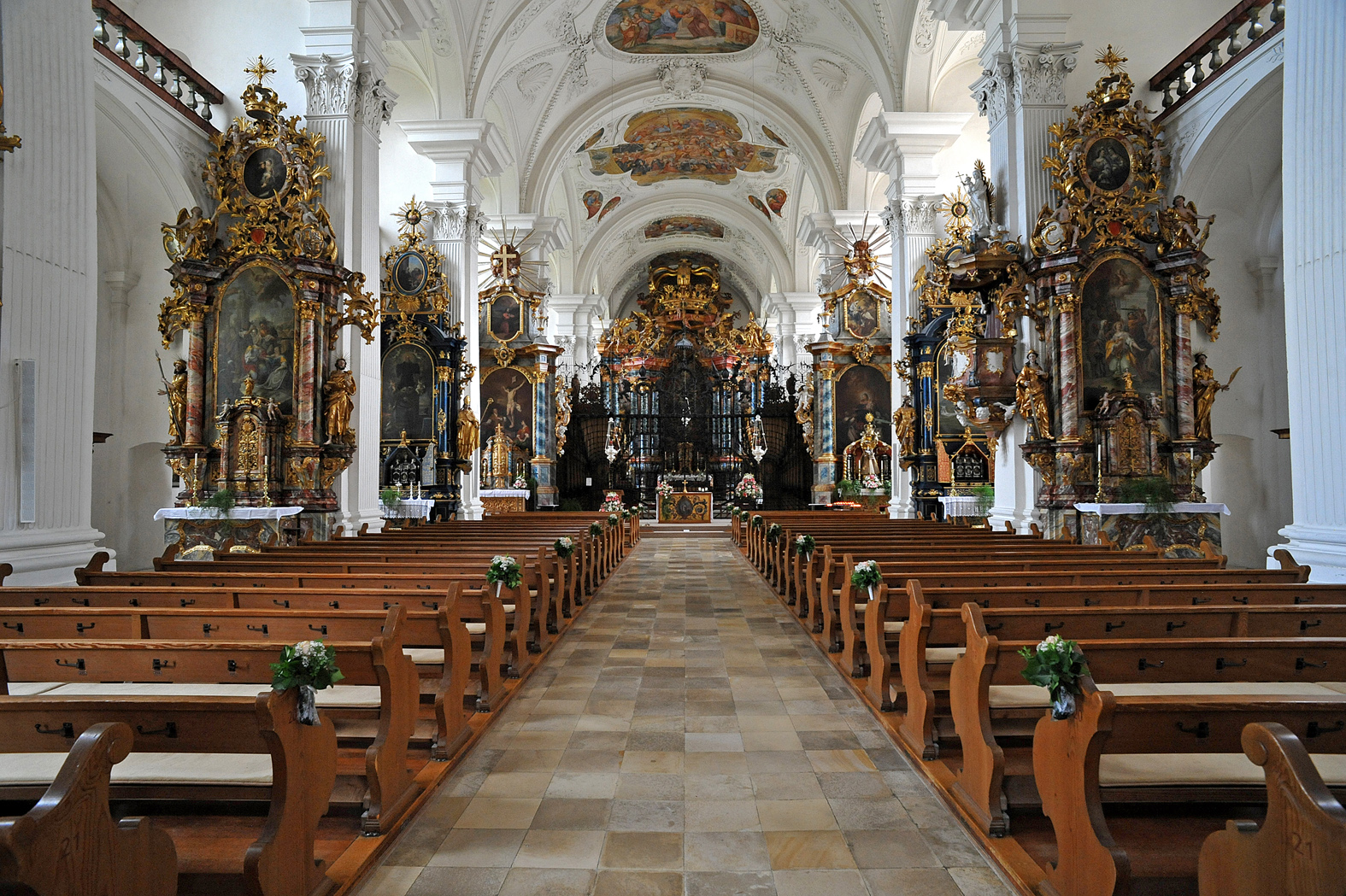
Монастырский храм в Рейнау с алтарём, освящённым в честь св. Финтана

Финтан (умер в 879 году) — отшельник из Рейнау. 

## Биография
Святой Финтан (Fintan, Findan) из Рейнау (Rheinau) был одним из 55 святых, носивших такое имя и упоминаемых в ирландских каленадарях. Он родился в Лейнстере, откуда был выкраден и вывезен на Оркнейские острова норвежскими захватчиками. Взял на себя обет отправиться в Рим и счастливым образом бежал, бросившись в море и переплыв в Шотландию, где был встречен добрым епископом. Двумя годами позже он начал своё паломничество на континент, отправившись сначала в Рим, а затем в монастырь Фарфа (Farfa) в Сабине (Sabina).
Святой Финтан провёл 27 лет вместе с несколькими отшельниками в Шварцвальде, на острове Райнау, неподалёку от Шаффхаузена (Schaffhausen) на Рейне. Св. Финтаном было установлено правило, согласно которому жившие рядом с ним отшельники молились так, как было принято у них на родине, в Ирландии. Последние 22 года святой Финтан провёл в почти полном уединении, во время которого он обрёл большой мистический опыт. Слова, которые он слышал на родном языке от демонов и ангелов, были записаны его биографом X века. Они представляют собой наиболее ранние сохранившиеся образцы гаэльского языка.
Его отшельнический сакраментарий (Kantonsbibl. 30) «Геласиева» типа происходит из Нивелля (Nivelles) и содержит многочисленные посвящения ирландским святым. Он сохранился в библиотеке университета в Цюрихе. Его «Миссал» находится в библиотеке св. Галла. 

## Прославление
В 1446 году мощи св. Финтана были помещены в раку в Рейнау.
День памяти — 15 ноября.